# Pays-Bas au Concours Eurovision de la chanson 1971
Les Pays-Bas ont participé au Concours Eurovision de la chanson 1971 le 3 avril à Dublin, en Irlande. C'est la 16e participation des Pays-Bas au Concours Eurovision de la chanson.
Le pays est représenté par le duo Saskia & Serge et la chanson Tijd, sélectionnés respectivement en interne et au moyen d'une finale nationale organisée par la Nederlandse Omroep Stichting (NOS).

## Sélection

### Nationaal Songfesival 1971
Le radiodiffuseur néerlandais, la Nederlandse Omroep Stichting (NOS), organise la 14e édition du Nationaal Songfestival (nl), pour sélectionner la chanson représentant les Pays-Bas au Concours Eurovision de la chanson 1971, l'artiste ayant été sélectionné en interne.
La finale nationale, présentée par Willy Dobbe (en), a eu lieu le 24 février 1971 aux studios de la NOS à Hilversum.

#### Finale
Le duo Saskia & Serge a été sélectionné en interne pour le Nationaal Songfesival 1971. Six chansons sont interprétées par Saskia & Serge et qui sont toutes en néerlandais, langue nationale des Pays-Bas.
| Ordre | Artiste        | Chanson                    | Traduction                    | Points | Place |
| ----- | -------------- | -------------------------- | ----------------------------- | ------ | ----- |
| 1     | Saskia & Serge | Lente                      | Printemps                     | 2 335  | 2     |
| 2     | Saskia & Serge | Tijd                       | Temps                         | 2 866  | 1     |
| 3     | Saskia & Serge | Bobby Snobby-baard         | Barbe de Bobby Snobby         | 2 282  | 3     |
| 4     | Saskia & Serge | Zomernachtscantate         | Cantate de nuit d'été         | 589    | 6     |
| 5     | Saskia & Serge | Die dag                    | Ce jour                       | 623    | 5     |
| 6     | Saskia & Serge | Vandaag begint de toekomst | Aujourd'hui commence l'avenir | 1 674  | 4     |

Lors de cette sélection, c'est la chanson Tijd, écrite par Gerrit den Braber, composée par Joop Stokkermans et interprétée par Saskia & Serge, qui fut choisie. 
Le chef d'orchestre sélectionné pour les Pays-Bas à l'Eurovision 1971 est Dolf van der Linden. Ce serait la 13e et dernière fois qu'il dirige l'orchestre pour les Pays-Bas à l'Eurovision.

## À l'Eurovision
Chaque pays a un jury de deux personnes. Chaque juré attribue entre 1 et 5 points à chaque chanson.

### Points attribués par les Pays-Bas
| 9 points | France Monaco Suède                                 |
| 6 points | Belgique Espagne                                    |
| 5 points | Allemagne Irlande Malte Portugal Royaume-Uni Suisse |
| 4 points | Yougoslavie                                         |
| 3 points | Autriche Finlande Luxembourg                        |
| 2 points | Italie Norvège                                      |

### Points attribués aux Pays-Bas
| 10 points                                                | 9 points    | 8 points  | 7 points                                 | 6 points                               |
| -------------------------------------------------------- | ----------- | --------- | ---------------------------------------- | -------------------------------------- |
|                                                          | - Portugal  | - Norvège | - France                                 | - Autriche - Finlande - Monaco - Suède |
| 5 points                                                 | 4 points    | 3 points  | 2 points                                 |                                        |
| - Espagne - Irlande - Royaume-Uni - Suisse - Yougoslavie | - Allemagne |           | - Belgique - Italie - Luxembourg - Malte |                                        |

Saskia & Serge interprètent Tijd en 14e position, suivant l'Irlande et précédant le Portugal. 
Au terme du vote final, les Pays-Bas terminent 6es — à égalité avec la Suède — sur 18 pays, ayant reçu 85 points au total,.